# Anna Avanzini
Anna Maria Fausta Avanzini (Busto Arsizio, 19 novembre 1917 – Busto Arsizio, 24 gennaio 2011) è stata una ginnasta italiana.

## Biografia
Nata nel 1917 a Busto Arsizio, in provincia di Varese, era sorella di Vittoria Avanzini, ginnasta partecipante in squadra con lei alle Olimpiadi di Berlino 1936.
A 18 anni partecipò ai Giochi olimpici di Berlino 1936, nel concorso a squadre, chiudendo al settimo posto con 442.05 punti totali (17.50 alle parallele, 18.85 alla trave e 18.85 anche al volteggio i suoi punteggi).
Morì nel 2011, a 93 anni.